# Nova vas, Vernberk
Nova vas (nemško Neudorf) je naselje v Občini Vernberk v Okraju Beljak-dežela na Koroškem v Avstriji.